# 朱魯青
朱魯青（Idea Chu，1947年—），台灣景觀雕塑大師，同時亦為『IDEA 1966』Group CCEO及『璟設計』團隊（1966年）創辦人。
他1947年出生於中國山東省青島市，1949年隨父母輾轉从上海逃難到台灣。先後完成台灣藝大美工科、日本農大造園景觀研究所、美國加州國際大學景觀學博士班、澳洲國立臥龍岡大學博士後研究等學業。
他曾任嶺東科技大學視覺傳達設計系主任、國立台灣藝術大學及國立台中教育大學兼任講師。

## 出版著作
- 《勇敢作大夢─景觀大師朱魯青的奮鬥之路》，正中書局，2003.12.02，ISBN 9789570916263
- 《打不倒的孩子－設計大師朱魯青》，文經出版社，1998.04.01，ISBN 9576632846
- 《築夢大地》，文經社，2001.01.10，ISBN 9576632846
- 《全民大講堂26-朱魯青 勇敢做大夢 DVD》，沙鷗，2008.10.30

## 外部連結
- 朱魯青美術館的Facebook專頁